# Barat
Der Barat ist starker Wind aus Nordwest, der vom Dezember bis Februar in der Manado-Bucht an der Nordküste von  Sulawesi (Indonesien) auftreten kann. Er wird durch den nördlichen Monsuneinfluss bedingt, weil feuchtwarme (äquatoriale) Westwinde überwiegen. Die Besonderheit der Region besteht darin, dass die Winde durch die zahlreichen Inseln Indonesiens umgelenkt und dabei teilweise eng kanalisiert werden. Dies hat Einfluss auf Richtung und Stärke der Winde, die sich dadurch andauernd ändern. Ebenso verändert sich stets deren Beschleunigung. Durch die häufige Gewitterbegleitung und die Rasanz kann die Heftigkeit des Windes zerstörerische Ausmaße annehmen.
Barat ist der indonesische Begriff für Westen. Beispiel: Papua Barat.